# 安家洞
安家洞（日语：／ Akkadō）是位於日本岩手縣下閉伊郡岩泉町的一個洞窟，也是日本最長的洞窟，全長23702米。安家洞鄰近龍泉洞，是國家天然紀念物和自然景勝地，在2013年被劃入三陸地質公園。安家洞只有一處入口，主洞長約2300米，並有多處分支。安家洞每年4月至11月開放一般公眾參觀。